# مايكل جاي ألكسندر
مايكل جاي ألكسندر (بالإنجليزية: Michael J. Alexander)‏ هو مترجم بريطاني، ولد في 1941.